# Pierre Flamion
Pierre Flamion (ur. 13 grudnia 1924 w Mohon, zm. 3 stycznia 2004 w Dijon) – francuski piłkarz grający na pozycji napastnika. W swojej karierze rozegrał 17 meczów w reprezentacji Francji, w których strzelił 8 goli.

## Kariera klubowa
Swoją karierę piłkarską Flamion rozpoczął w klubie ASC Mohon. Następnie został zawodnikiem Stade de Reims. W 1945 roku awansował do kadry pierwszej drużyny Reims. W sezonie 1945/1946 zadebiutował w jego barwach w pierwszej lidze francuskiej. W sezonie 1948/1949 wywalczył ze Stade Reims swój jedyny w karierze tytuł mistrza Francji. Z kolei w sezonie 1949/1950 zdobył z tym klubem Puchar Francji.
W 1950 roku Flamion odszedł ze Stade Reims do Olympique Marsylia. W Olympique grał w sezonie 1950/1951. Z kolei w sezonie 1951/1952 był zawodnikiem Olympique Lyon. Latem 1952 przeszedł do drugoligowego AS Troyes Savinienne. W 1954 roku awansował z Troyes z drugiej do pierwszej ligi. W 1957 roku odszedł z tego klubu do grającego w Division 2, Limoges FC. W sezonie 1957/1958 wywalczył z Limoges awans do Division 1. W 1959 roku zakończył w Limoges swoją karierę.
| Sezon   | Klub                 | Kraj    | Rozgrywki  | Mecze | Bramki |
| ------- | -------------------- | ------- | ---------- | ----- | ------ |
| 1945/46 | Stade de Reims       | Francja | Division 1 | 32    | 15     |
| 1946/47 | Stade de Reims       | Francja | Division 1 | 38    | 12     |
| 1947/48 | Stade de Reims       | Francja | Division 1 | 29    | 14     |
| 1948/49 | Stade de Reims       | Francja | Division 1 | 31    | 15     |
| 1949/50 | Stade de Reims       | Francja | Division 1 | 22    | 9      |
| 1950/51 | Olympique Marsylia   | Francja | Division 1 | 29    | 11     |
| 1951/52 | Olympique Lyon       | Francja | Division 1 | 32    | 5      |
| 1952/53 | AS Troyes Savinienne | Francja | Division 2 | 30    | 14     |
| 1953/54 | AS Troyes Savinienne | Francja | Division 2 | 36    | 25     |
| 1954/55 | AS Troyes Savinienne | Francja | Division 1 | 33    | 18     |
| 1955/56 | AS Troyes Savinienne | Francja | Division 1 | 29    | 6      |
| 1956/57 | AS Troyes Savinienne | Francja | Division 1 | 31    | 10     |
| 1957/58 | Limoges FC           | Francja | Division 2 | 12    | 4      |
| 1958/59 | Limoges FC           | Francja | Division 1 | 10    | 1      |

## Kariera reprezentacyjna
W reprezentacji Francji Flamion zadebiutował 23 maja 1948 roku w wygranym 3:0 towarzyskim meczu ze Szkocją, w którym strzelił gola. W swojej karierze grał w eliminacjach do MŚ 1954. Od 1948 do 1953 roku rozegrał w kadrze narodowej 17 meczów i strzelił w nich 8 bramek.
| Mecze i gole w reprezentacji | Mecze i gole w reprezentacji | Mecze i gole w reprezentacji | Mecze i gole w reprezentacji | Mecze i gole w reprezentacji | Mecze i gole w reprezentacji | Mecze i gole w reprezentacji |
| #                            | Data                         | Stadion                      | Rywal                        | Wynik                        | Gol                          | Rozgrywki                    |
| 1948                         | 1948                         | 1948                         | 1948                         | 1948                         | 1948                         | 1948                         |
| ---------------------------- | ---------------------------- | ---------------------------- | ---------------------------- | ---------------------------- | ---------------------------- | ---------------------------- |
| 1.                           | 23.05.1948                   | Paryż, Francja               | Szkocja                      | 3:0                          | 1                            | towarzyski                   |
| 2.                           | 06.06.1948                   | Bruksela, Belgia             | Belgia                       | 2:4                          | 0                            | towarzyski                   |
| 3.                           | 12.06.1948                   | Praga, Czechosłowacja        | Czechosłowacja               | 4:0                          | 0                            | towarzyski                   |
| 4.                           | 17.10.1948                   | Paryż, Francja               | Belgia                       | 3:3                          | 2                            | towarzyski                   |
| 1949                         |                              |                              |                              |                              |                              |                              |
| 5.                           | 23.04.1949                   | Rotterdam, Holandia          | Holandia                     | 1:4                          | 0                            | towarzyski                   |
| 6.                           | 27.04.1949                   | Glasgow, Szkocja             | Szkocja                      | 0:2                          | 0                            | towarzyski                   |
| 1950                         |                              |                              |                              |                              |                              |                              |
| 7.                           | 04.06.1950                   | Bruksela, Belgia             | Belgia                       | 1:4                          | 0                            | towarzyski                   |
| 8.                           | 01.11.1950                   | Paryż, Francja               | Belgia                       | 3:3                          | 0                            | towarzyski                   |
| 9.                           | 10.12.1950                   | Paryż, Francja               | Holandia                     | 5:2                          | 2                            | towarzyski                   |
| 1951                         |                              |                              |                              |                              |                              |                              |
| 10.                          | 06.02.1951                   | Paryż, Francja               | Jugosławia                   | 2:1                          | 1                            | towarzyski                   |
| 11.                          | 03.10.1951                   | Londyn, Anglia               | Anglia                       | 2:2                          | 0                            | towarzyski                   |
| 12.                          | 01.11.1951                   | Paryż, Francja               | Austria                      | 2:2                          | 0                            | towarzyski                   |
| 1952                         |                              |                              |                              |                              |                              |                              |
| 13.                          | 26.03.1952                   | Paryż, Francja               | Szwecja                      | 0:1                          | 0                            | towarzyski                   |
| 1953                         |                              |                              |                              |                              |                              |                              |
| 14.                          | 20.09.1953                   | Luksemburg, Luksemburg       | Luksemburg                   | 6:1                          | 1                            | el. MŚ 1954                  |
| 15.                          | 04.10.1953                   | Dublin, Irlandia             | Irlandia                     | 5:3                          | 1                            | el. MŚ 1954                  |
| 16.                          | 18.10.1953                   | Zagrzeb, Jugosławia          | Jugosławia                   | 1:3                          | 0                            | towarzyski                   |
| 17.                          | 11.11.1953                   | Paryż, Francja               | Szwajcaria                   | 2:4                          | 0                            | towarzyski                   |

## Kariera trenerska
Po zakończeniu kariery piłkarskiej Flamion został trenerem. Prowadził takie zespoły jak: Limoges FC, FC Chaumont, FC Metz, Troyes AC, Stade de Reims i FC Thionville.